# STATT Partei
STATT Partei - Die Unabhängigen (En Vez de Partido - Los Independientes) es un partido político de Alemania que en la década de 1990 fue uno de los más importantes de los que actualmente no están representados en el Bundestag (Parlamento Federal). "Statt" significa en alemán "En vez de", lo que destaca el carácter independiente de la agrupación, que se autodefine como "libre de ideologías políticas".
En el año 2006, después de una larga fase de derrotas electorales, fundó junto con otros partidos minoritarios la Alianza de Partidos y Organizaciones Democráticas (ADPO).

## Perfil
Si bien la mayoría de los miembros fundadores del partido provenían de la Unión Demócrata Cristiana de Alemania, el partido pone énfasis en su carácter independiente de ideologías políticas tradicionales. Según su opinión, los partidos políticos tienen demasiada importancia en la sociedad y bloquean una verdadera democracia.
Por lo tanto, el partido propone eliminar la mayoría de las subvenciones para los partidos políticos y establecer mecanismos de democracia directa. Además sostienen que la administración debe ser separada de la política, y que personas con cargos públicos no pueden, a su vez, ocupar cargos partidarios.

## Historia
En las elecciones estatales de Hamburgo de 1991 ocurrieron varias irregularidades. En protesta contra la posición de la Unión Demócrata Cristiana (CDU), algunos de sus miembros, liderados por Markus Wegner, fundaron una alianza electoral. En 1993 la elección fue repetida y el STATT se constituyó como partido político. Con el 5,6 % logró entrar en el parlamento de la ciudad, la cual igual que Berlín y Bremen es autónoma y tiene rango de estado federado. Junto con el Partido Socialdemócrata de Alemania formó una coalición, la cual gobernó la ciudad hasta el año 1997.
Fuera de Hamburgo el partido logró entrar en varios consejos deliberantes, pero no consiguió establerse como fuerza a nivel nacional ni en ningún otro estado federado. En las próximas elecciones en Hamburgo en 1997 no consiguió los 5 % necesarios para entrar al parlamento. En los años posteriores, sufrió una larga serie de derrotas electorales, la cual culminó en la elección del 2001 en Hamburgo, en la cual solamente consiguió el 0,4 % de los votos.
A partir de los primeros años del siglo XXI el partido comenzó un proceso de renovación, acercándose al liberalismo político. En 2006 fundó, junto a otros partidos, la Alianza de Partidos y Organizaciones Democráticas que ocupa a varios partidos de centro-derecha.
Actualmente, a pesar de su carácter minoritario, el partido está representado en algunos consejos locales, como el parlamento de la ciudad de Merseburg.